# Nelinearno programiranje
Nelinearno programiranje je reševanje optimizacijskih problemov, pri katerih so lahko namenska in omejitvene funkcije nelinearne. To so problemi oblike
{\displaystyle \min _{x\in X}f(x)} ,
kjer je
{\displaystyle f:R^{n}\to R}
{\displaystyle X\subseteq R^{n}.}
Namesto minimizacije je lahko v prvi vrstici tudi maksimizacija funkcije, torej
{\displaystyle \max _{x\in X}f(x)} ,
{\displaystyle f:R^{n}\to R}
{\displaystyle X\subseteq R^{n}.}
Takšen problem lahko prevedemo na minimizacijo tako, da zamenjamo predznak namenske funkcije f:
{\displaystyle f(x)\to -f(x).}

## Primer
Poišči minimum namenske funkcije
f(x) = x1 + x2
pri naslednjih pogojih:
x1 ≥ 0
x2 ≥ 0
x12 + x22 ≥ 1
x12 + x22 ≤ 2
kjer je x = (x1, x2)
Pogoji določajo omejitve, ki omejujejo množico dovoljenih rešitev X.